# Okręgowe rozgrywki w piłce nożnej woj. warmińsko-mazurskiego (2001/2002)

## I, II i III liga
Drużyny z województwa warmińsko-mazurskiego występujące w ligach centralnych i makroregionalnych:
- I liga – Stomil Olsztyn
- II liga – brak
- III liga – Polonia Lidzbark Warmiński

## IV liga
| Poz. | Klub                         | M  | Pkt. | Bramki |
| ---- | ---------------------------- | -- | ---- | ------ |
| 1.   | Polonia Olimpia Elbląg       | 32 | 74   | 75-23  |
| 2    | Granica Kętrzyn              | 32 | 61   | 61-31  |
| 3    | Czarni Małdyty               | 32 | 54   | 48-33  |
| 4    | Stomil II Olsztyn            | 32 | 53   | 60-40  |
| 5    | Mrągowia Mrągowo             | 32 | 50   | 51-32  |
| 6    | Motor Lubawa                 | 32 | 49   | 51-54  |
| 7    | Drwęca Nowe Miasto Lubawskie | 32 | 47   | 61-48  |
| 8    | Jeziorak Iława               | 32 | 46   | 47-32  |
| 9    | Błękitni Orneta              | 32 | 46   | 50-43  |
| 10   | Polonia Pasłęk               | 32 | 45   | 44-35  |
| 11   | Orlęta Reszel                | 32 | 43   | 45-40  |
| 12   | Start Nidzica                | 32 | 36   | 38-49  |
| 13   | Płomień Znicz Biała Piska    | 32 | 36   | 42-57  |
| 14   | Olimpia Olsztynek            | 32 | 34   | 39-52  |
| 15   | Warfama Dobre Miasto         | 32 | 32   | 29-55  |
| 16   | Victoria Bartoszyce          | 32 | 18   | 24-92  |
| 17   | Mazur Pisz                   | 32 | 17   | 16-65  |

- Zatoka Braniewo wycofała się z rozgrywek po rundzie jesiennej. Jej wyniki zostały anulowane.

## Klasa okręgowa

### grupa I
| Poz. | Klub                      | M  | Pkt. | Bramki |
| ---- | ------------------------- | -- | ---- | ------ |
| 1    | Mazur Ełk                 | 30 | 68   | 82-42  |
| 2    | Tęcza Biskupiec           | 30 | 64   | 89-39  |
| 3    | MKS Szczytno              | 30 | 58   | 61-28  |
| 4    | Granica Bezledy           | 30 | 51   | 78-55  |
| 5    | Jurand Barciany           | 30 | 50   | 59-51  |
| 6    | Łyna Sępopol              | 30 | 49   | 56-40  |
| 7    | MKS Korsze                | 30 | 48   | 58-46  |
| 8    | Pisa Barczewo             | 30 | 47   | 46-36  |
| 9    | Mamry Giżycko             | 30 | 41   | 46-50  |
| 10   | Olimpia Miłki             | 30 | 34   | 33-42  |
| 11   | Cresovia Górowo Iławeckie | 30 | 33   | 49-71  |
| 12   | Błękitni Pasym            | 30 | 32   | 54-66  |
| 13   | Rominta Gołdap            | 30 | 30   | 51-68  |
| 14   | Pogoń Ryn                 | 30 | 30   | 43-95  |
| 15   | Vęgoria Węgorzewo         | 30 | 25   | 31-66  |
| 16   | Czarni Olecko             | 30 | 22   | 36-77  |

### grupa II
| Poz. | Klub                         |
| ---- | ---------------------------- |
| 1    | Start Działdowo              |
| 2    | Sokół Ostróda                |
| 3    | Zamek Kurzętnik              |
| 4    | Huragan Morąg                |
| 5    | LZS Lubomino-Wilczkowo (b)   |
| 6    | Zalew Frombork               |
| 7    | MGKS Tolkmicko               |
| 8    | Iskra Narzym                 |
| 9    | Warmia Olsztyn               |
| 10   | GKS LZS Iława                |
| 11   | Drwęca Samborowo             |
| 12   | Syrena Młynary               |
| 13   | GKS Wikielec (b)             |
| 14   | Olimpia Kisielice            |
| 15   | Ewingi Zalewo                |
| 16   | Orzeł Janowiec Kościelny (b) |

## Baraże o klasę okręgową
- Ewingi Zalewo - Vęgoria Węgorzewo 1-0

Vęgoria Węgorzewo spadła do klasy A

## Klasa A

### grupa I
- awans: Reduta Bisztynek
- spadek: Pogoń Banie Mazurskie

### grupa II
- awans: Wałsza Pieniężno
- spadek: Danpol Knopin

### grupa III
- awans: Warmiak Łukta
- spadek: LZS Gryf Platyny

### grupa IV
- awans: Grunwald Frygnowo
- spadek: brak

## Klasa B

### grupa I
- awans: Płomień Ełk

### grupa II
- awans: Błękitni II Orneta

### grupa III
- awans: Zjednoczeni Lipinki

### grupa IV
- awans: Strażak Gryźliny

### grupa V
- awans: ITR Iława

### grupa VI
- awans: LZS Smolajny

## Nowe zespoły
Mlexer Elbląg, GSZS Rybno, Agat Jegłownik, Antares Zajezierze Małdyty, Dąbrowa Elbląg, Błękitni II Orneta, ZKS Kamińsk, Płomień Ełk, Zjednoczeni Lipinki, Tempo Wipsowo, Orzeł Stare Juchy, ITR 2000 Iława, Liga Pakosze, Ossa Biskupiec Pomorski

## Wycofania z rozgrywek
Chrobry Elbląg, Polonia II Koncajs Lidzbark Warmiński, Orzeł Mortęgi, Gronowo Różyń, Nida Ruciane-Nida, Rol-Met Jamielnik, Dąbrowa Elbląg, Huragan Olszewo